# 1st Marine Division

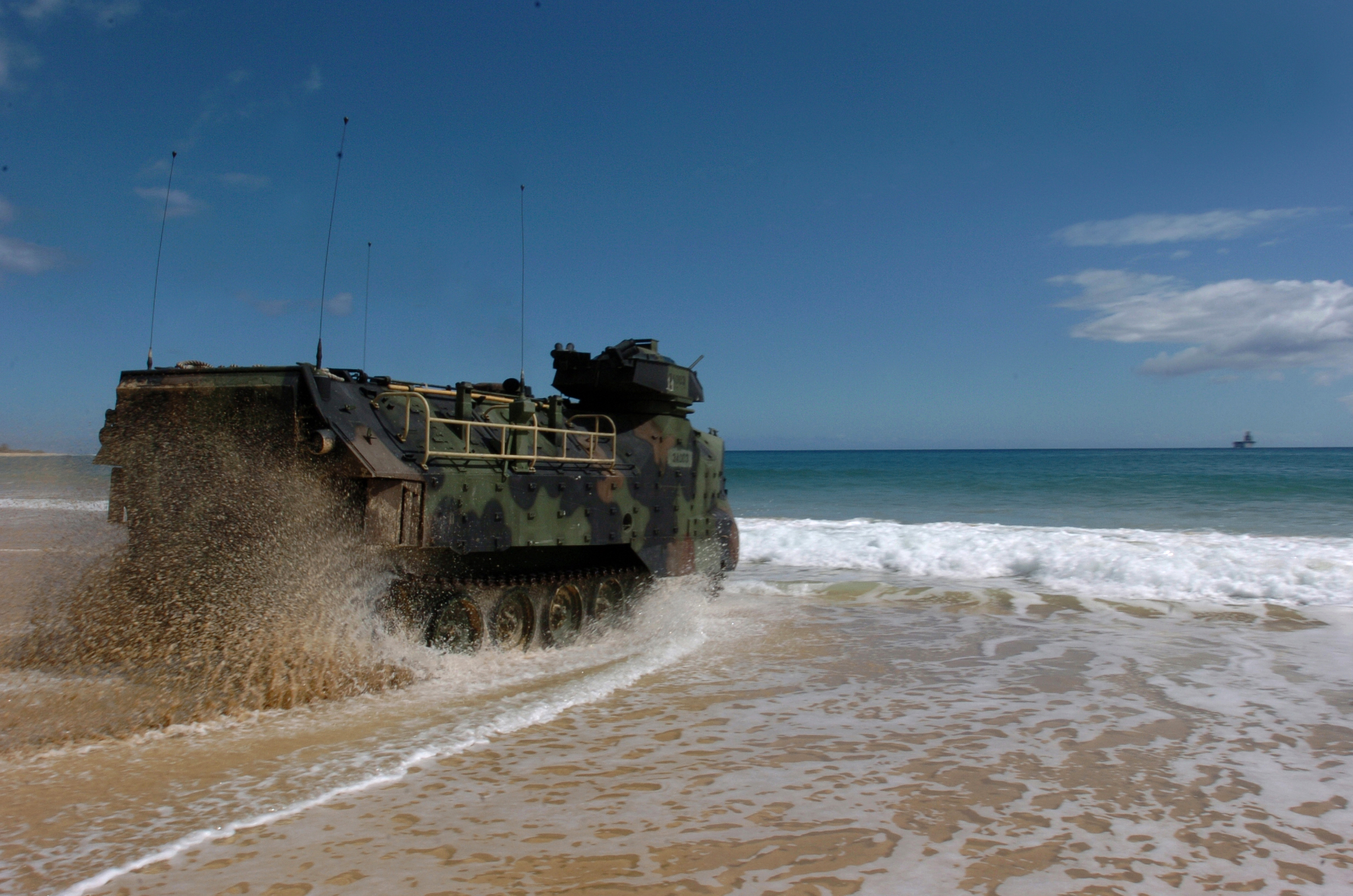
AAV-P7A1 del 3rd AABN

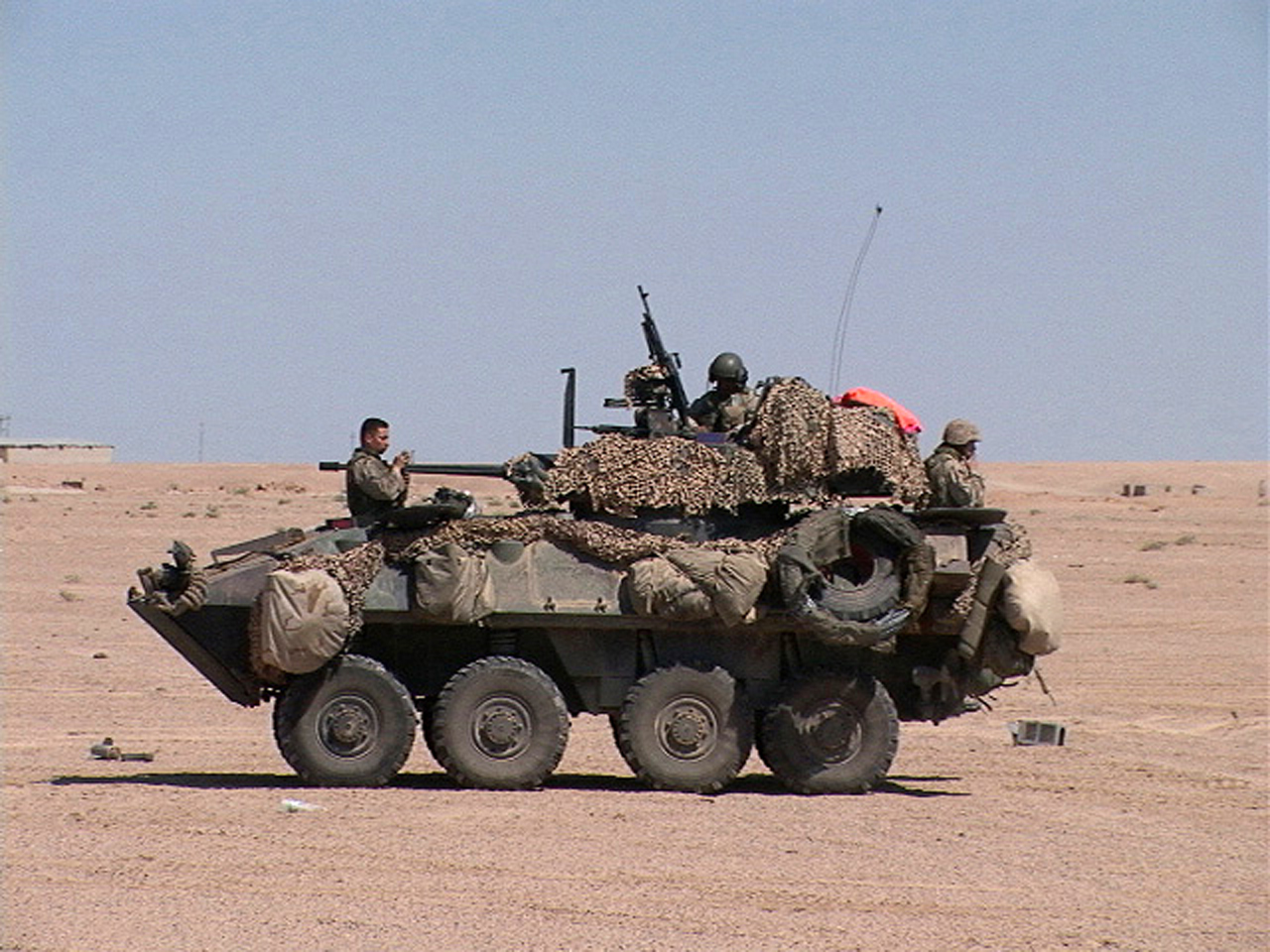
LAV-25 del 1st LARBN

La 1st Marine Division è una divisione meccanizzata dello United States Marine Corps. Il quartier generale è situato presso Camp Pendleton, California.

## Organizzazione
- Division Headquarters & Headquarters Battalion
- 3rd Assault Amphibian Battalion - Equipaggiato con 230 AAV-P7A1, AAV-C7A1, AAV-R7A1
  - Headquarters & Service Company
  - Company A
  - Company B
  - Company C
  - Company D (Reinforced)
- 1st Light Armored Reconnaissance Battalion - Equipaggiato con 74 LAV-25, 20 LAV-AT, 19 LAV-L, 10 LAV-M, 9 LAV-C2, 7 LAV-R
  - Headquarters & Service Company
  - Company A
  - Company B
  - Company C
  - Company D
  - Company E
- 3rd Light Armored Reconnaissance Battalion - Equipaggiato con 74 LAV-25, 20 LAV-AT, 19 LAV-L, 10 LAV-M, 9 LAV-C2, 7 LAV-R
  - Headquarters & Service Company
  - Company A
  - Company B
  - Company C
  - Company D
  - Company E
- 1st Reconnaissance Battalion
  - Headquarters Company
  - Reconnaissance Company A
  - Reconnaissance Company B
  - Reconnaissance Company C
  - Force Reconnaissance Company D
- 1st Combat Engineer Battalion
- 3rd Combat Engineer Battalion
- 1st Marine Regiment
  - Headquarters Battalion
  -  1st Battalion/1st Marines
  -  2nd Battalion/1st Marines
  -  3rd Battalion/1st Marines
  -  1st Battalion/4th Marines
- 5th Marine Regiment
  - Headquarters Battalion
  -  1st Battalion/5th Marines
  -  2nd Battalion/5th Marines
  -  3rd Battalion/5th Marines
  -  2nd Battalion/4th Marines
- 7th Marine Regiment, Marine Corps Air Ground Combat Center Twentynine Palms, California
  - Headquarters Battalion
  -  1st Battalion/7th Marines
  -  2nd Battalion/7th Marines
  -  3rd Battalion/7th Marines
  -  3rd Battalion/4th Marines
- 11th Marine Regiment
  - Headquarters Battalion
  -  1st Battalion/11th Marines - Equipaggiato con 24 obici M-777A2 da 155 mm
  -  2nd Battalion/11th Marines - Equipaggiato con 24 obici M-777A2 da 155 mm
  -  3rd Battalion/11th Marines - Equipaggiato con 24 obici M-777A2 da 155 mm
  -  5th Battalion/11th Marines - Equipaggiato con 24 M-142 HIMARS